# 石泽芳次郎
石泽芳次郎（日语：／ Ishizawa Yoshijiro */?，1915年11月26日—2019年11月2日），日本经济学家。防衛大學校名誉教授，拓殖大學名誉教授。三木內閣参赞，拓殖大学校长。

## 生平
1915年生于栃木縣宇都宮市。1944年毕业于东京商科大学（現一橋大學）。曾师从赤松要。
毕业后历任大仓经济专门学校（現东京经济大学）教授、日本貿易会調査課長、防衛省防衛研修所所員、內閣国防会議事務局参赞、防衛大學校教授、拓殖大學教授、拓殖短期大学学長、拓殖大学校长、产业经济研究协会理事长。退休后任防衛大学校名誉教授。1993年任拓殖大学名誉教授。
2019年11月2日在埼玉縣逝世，终年103岁。授從四位。

## 著書
- . 有信堂. 1969年.
- . 经济往来社. 1969年.
- . 产业经济研究协会. 1979年.
- . 产业经济研究协会. 1990年.
- . 产业经济研究协会. 1995年.

## 脚注
1. 1 2 3 4 5 6   . 产业经济研究协会. 2003年3月. ISBN 9784924979604 （日语）.
2. ↑   (PDF). 如水会.   [2020-03-03]. （原始内容 (PDF)存档于2018-03-29）.
3. 1 2  . 拓殖大学.   [2020-03-03]. （原始内容存档于2020-05-24）.
4. ↑  . 毎日新聞社. 2019-11-12  [2019-11-12]. （原始内容存档于2019-11-12）.
5. ↑  《官报》第148号11頁 令和元年12月9日号

| 教育職務        | 教育職務                    | 教育職務        |
| --------------- | --------------------------- | --------------- |
| 前任： 高瀬侍郎 | 拓殖大學校长 1991年－1993年 | 繼任： 大堺利實 |